# Johann Jakob Froberger

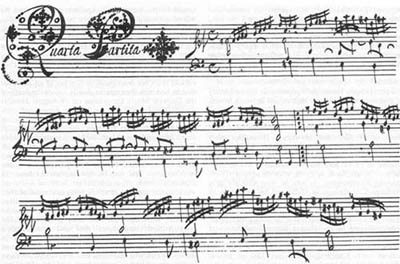
Fragment facsimile jednej z suit Frobergera

Johann Jakob Froberger (ur. 18 maja 1616 w Stuttgarcie, zm. 7 maja 1667 w Héricourt) – niemiecki kompozytor epoki baroku, wirtuoz instrumentów klawiszowych, organista. Uważany za jednego z najwybitniejszych kompozytorów muzyki na instrumenty klawiszowe przed Bachem.

## Życiorys
Pierwszymi nauczycielami byli: jego ojciec – kapelmistrz dworu w Stuttgarcie, oraz Johann Ulrich Steigleder. Później Froberger kształcił się w Rzymie u Girolama Frescobaldiego. W latach 1641–1645 oraz 1653–1657 przebywał na dworze w Wiedniu jako organista. Podróżując odwiedził m.in. Brukselę, Paryż i Londyn.

## Twórczość
Johann Jakob Froberger tworzył wyłącznie utwory klawesynowe (lub klawikordowe) i organowe: suity, toccaty, fantazje, capriccia, canzony, ricercary oraz fugi. Dzięki swoim podróżom nawiązał kontakty z włoskimi, angielskimi i francuskimi twórcami muzyki lutniowej i klawesynowej, co mocno odbiło się na jego twórczości.
- W jego suitach mamy do czynienia z połączeniem stylu o swobodnym układzie i subtelnym stosowaniu agréments (ozdobników) – charakterystycznego dla francuskich tańców, ze śmiałą harmoniką charakterystyczną dla muzyki włoskiej. Suity Frobergera miały 3 podstawowe części: allemande, courante i sarabande. Niektóre z nich stanowiły zapowiedź późniejszej 4-częściowej formy, jednak następstwo części różniło się od późnobarokowej formy suity – jeśli u Frobergera występowała gigue, to była ona częścią środkową, a nie jak w późnym baroku częścią zamykającą cykl. W pośmiertnie (1693) wydanym cyklu, gigue pojawia się jako część ostatnia w suicie. Froberger raczej stronił od komponowania suit wariacyjnych, dopuszczając modyfikacje rytmiczne w allemande i courante. Faktura suit klawesynowych Frobergera opiera się na stylu o swobodnym układzie głosowym, typowym dla francuskiej muzyki lutniowej (style brise).
- Toccaty Frobergera wykazują związki stylistyczne z utworami Frescobaldiego, jednak różni je rozbudowana architektonika, pomysłowa chromatyka oraz fantazyjny, kanciasty rysunek figuracyjny. Szczególnie cenił je J.S. Bach, a także inni kompozytorzy, dla których utwory te przez długi czas stanowiły wzór. Froberger tworzył również krótkie toccaty alla elvatione, które były przeznaczone na potrzeby liturgii i były pozbawione odcinków fugowanych (zwykle występujących w zakończeniu toccat klawesynowych).
- Canzony i ricercary klawesynowe i organowe cechuje przejrzysta budowa formalna. Obserwujemy tu połączenie 2 nurtów:

1. rapsodycznego kształtowania canzony wariacyjnej (Frescobaldi);
2. duża 3- 4- lub 5-głosowa forma (ustalona przez Sweelincka).

Utwory te cechuje równomiernie płynąca polifonia, która przyczyniła się do ujednolicenia kontrastujących części. Tematy zyskują wyrazisty kształt dzięki temu, że są utrzymane w stylu bel canto. Poszczególne części różnicują kontrasty metryczne, zaś wiąże w całość technika wariacyjna. Występują tu formy fugowane, charakterystyczne dla środkowego baroku. Frobeger w canzonach i ricercarach wprowadzał tematy żywe, zaś w capricciach i fantazjach tematy wokalne lub abstrakcyjne (heksachord).